# Considerata l'ora
Considerata l'ora è il quarto album del gruppo musicale rock italiano Dhamm, il primo dopo la reunion ufficiale del 2013. Il disco è stato pubblicato il 21 gennaio 2014 dalla casa discografica Musica e Rivoluzione.
Dall'album sono stati estratti due singoli, La gente giudica e Mediamente rapiti dal cuore, pubblicati rispettivamente nel 2013 e nel 2014.

## Tracce
1. Apnea – 3:22
2. La gente giudica – 3:24
3. Il mare in tempesta – 3:19
4. Si salvi chi può – 3:39
5. Sono qui – 4:27
6. Mediamente rapiti dal cuore – 3:57
7. Considerata l'ora – 3:40
8. Prima il piacere – 3:44
9. Diverso da te – 4:28
10. Energia – 3:34